# Gedesby
Gedesby er en by på Falster med 251 indbyggere  (2024), beliggende 4 km nord for Gedser og 21 km syd for kommunesædet Nykøbing Falster. Byen hører til Guldborgsund Kommune og ligger i Region Sjælland.
Byen hører til Gedesby Sogn, som også har omfattet Gedser Sogn, der blev udskilt 1. oktober 2010 efter at have været et kirkedistrikt i Gedesby Sogn. Gedesby Kirke, der stammer fra omkring 1350, ligger i byen. Øst for byen ligger sommerhusområdet Gedesby Strand.

## Historie

### Gedesbyskibet
Under oprensning af en kanal ved Bøtø Nor Pumpestation i 1988 fandt man vraget af Gedesbyskibet. Det var et handelsskib, som er dateret til første halvdel af 1300-tallet og er et af de bedst bevarede middelalderskibe i Nordeuropa. Middelaldercentret ved Nykøbing har lavet en rekonstruktion af skibet.

### Skoler
Gedesby fik i 1720'erne en af Frederik 4.s rytterskoler. I 1804 hørte 31 gårde og omtrent 60 husmænd til skolen, og der var mellem 70 og 80 børn. Det var mange til den lille skole, selvom de nok kun gik der hver anden dag. Læreren købte nabogrunden og opførte der et bindingsværkshus, som han i 1809 fik godkendt og betalt som ny skolebygning, så den gamle skole kun skulle være lærerbolig. Bindingsværkshuset forfaldt dog hurtigt og blev solgt til nedrivning i 1840 efter at der et par år tidligere var tilbygget en ny skolestue i vestenden af den gamle rytterskole.
I 1886 blev "den røde skole" opført med to rummelige klasseværelser og en lejlighed til den andenlærer, der nu blev ansat. Førstelæreren blev boende i rytterskolen, nu i hele bygningen efter at skolestuen var nedlagt. I 1961 blev centralskolen Østersøskolen opført mellem Gedser og Gedesby, og også den røde skole blev nu lærerbolig. Frederik 4.'s mindetavle på rytterskolen blev muret ind i centralskolens forhal, men flyttet tilbage da centralskolen blev nedlagt. Den er nu revet ned.

### Stormfloden i 1872
Under stormfloden i 1872 omkom 52 mennesker på Falster, heraf 20 i Gedesby, hvor også mange kreaturer omkom. Ved kirken er der opstillet en mindesten med vandstanden på stormflodsnatten.

### Gedserbanen
Gedesby fik trinbræt på strækningen Nykøbing Falster-Gedser, der blev åbnet 1. juli 1886. Gedserbanen var en del af den oprindelige Sydbane, hvor togtrafikken til Tyskland gik.
Efter åbningen af Fugleflugtslinjen til Rødbyhavn i 1963 mistede Gedserbanen betydning. Gedesby trinbræt blev nedlagt i 1971. Det sidste ordinære tog kørte i december 2009. Skinnerne ligger der endnu, og banen er ikke officielt nedlagt, men den er så nedslidt, at der ikke længere kan køre veterantog på den.

### 1900-tallet
I 1899 beskrives Gedesby således: "Gjedesby (i Vald. Jrdb. Getæsby), ved Landevejen, med Kirke, Skole, Fattiggaard for Skjelby-Gjedesby Komm. (opf. 1882, Plads for 40 Lemmer), Forsamlingshus (opf. 1894), Mølle og Jærnbaneholdepl.". Fattiggården lå lige syd for grænsen mellem de to sogne og betegnes som alderdomshjem på målebordsbladet fra 1900-tallet, der desuden viser et mejeri i Gedesby.
Gedesby Sogn var anneks til Skelby Sogn. Tilsammen udgjorde de Skelby-Gedesby sognekommune, der havde 2.368 indbyggere, da den ved kommunalreformen i 1970 indgik i Sydfalster Kommune sammen med Væggerløse og Idestrup Sogne.

### Gedesby Mølle
Gedesby Mølle er en hollandsk vindmølle fra 1911. Den erstattede en stubmølle, som overlevede stormfloden i 1872, men var utidssvarende. Møllen fungerede frem til 1947, hvorefter den forfaldt. I 1985 begyndte lokale folk at bevare og restaurere den, og i 1995 stod den færdig og fuldt funktionsdygtig.

### Gedsermøllen
Gedsermøllen vest for Gedesby blev opført i 1957 og var dengang verdens største vindmølle. Den lagde grunden til principper, der er videreført i moderne vindmøller, og blev brugt til forsøg indtil sidst i 1970'erne. Den producerer ikke længere elektricitet, men der er sat en moderne møllehat på den – den oprindelige er udstillet på Elmuseet ved Tangeværket.

## Kendte personer
- Bjørn Ploug (1912-96), skuespiller
- Ellen Margrethe Løj (1948-), diplomat